# 17.ª etapa del Giro de Italia 2021
La 17.ª etapa del Giro de Italia 2021 tuvo lugar el 26 de mayo de 2021 entre Canazei y Sega di Ala sobre un recorrido de 193 km y fue ganada por el irlandés Daniel Martin del equipo Israel Start-Up Nation. El colombiano Egan Bernal mantuvo el liderato una jornada más.

## Clasificación de la etapa
| Canazei - Sega di Ala | etapa de montaña | (193 km) |

| \| Clasificación de la etapa \| Clasificación de la etapa \| Clasificación de la etapa \| Clasificación de la etapa \| Clasificación de la etapa \| \| Ciclista \| Ciclista \| Equipo \| Tiempo \| \| \| ------------------------- \| ------------------------- \| ------------------------- \| ------------------------- \| ------------------------- \| \| 1.º \| Daniel Martin \| Israel Start-Up Nation \| 4 h 54 min 38 s \| \| \| 2.º \| João Almeida \| Deceuninck-Quick Step \| + 13 s \| \| \| 3.º \| Simon Yates \| BikeExchange \| + 30 s \| \| \| 4.º \| Diego Ulissi \| UAE Team Emirates \| + 1 min 20 s \| \| \| 5.º \| Damiano Caruso \| Bahrain Victorious \| + 1 min 20 s \| \| \| 6.º \| Daniel Felipe Martínez \| Ineos Grenadiers \| + 1 min 23 s \| \| \| 7.º \| Egan Bernal \| Ineos Grenadiers \| + 1 min 23 s \| \| \| 8.º \| Antonio Pedrero \| Movistar Team \| + 1 min 38 s \| \| \| 9.º \| Pello Bilbao \| Bahrain Victorious \| + 1 min 43 s \| \| \| 10.º \| George Bennett \| Jumbo-Visma \| + 2 min 21 s \| \| |                        |                        |                 |
| |                        |                        |                 |
| Fuente: ProCyclingStats |                        |                        |                 |
| Clasificación de la etapa |                        |                        |                 |
| Ciclista | Ciclista               | Equipo                 | Tiempo          |
| 1.º | Daniel Martin          | Israel Start-Up Nation | 4 h 54 min 38 s |
| 2.º | João Almeida           | Deceuninck-Quick Step  | + 13 s          |
| 3.º | Simon Yates            | BikeExchange           | + 30 s          |
| 4.º | Diego Ulissi           | UAE Team Emirates      | + 1 min 20 s    |
| 5.º | Damiano Caruso         | Bahrain Victorious     | + 1 min 20 s    |
| 6.º | Daniel Felipe Martínez | Ineos Grenadiers       | + 1 min 23 s    |
| 7.º | Egan Bernal            | Ineos Grenadiers       | + 1 min 23 s    |
| 8.º | Antonio Pedrero        | Movistar Team          | + 1 min 38 s    |
| 9.º | Pello Bilbao           | Bahrain Victorious     | + 1 min 43 s    |
| 10.º | George Bennett         | Jumbo-Visma            | + 2 min 21 s    |

## Clasificaciones al final de la etapa
- Las clasificaciones finalizaron de la siguiente forma:[2]

### Clasificación general(Maglia Rosa)
| \| Clasificación general \| Clasificación general \| Clasificación general \| Clasificación general \| Clasificación general \| \| Ciclista \| Ciclista \| Equipo \| Tiempo \| \| \| --------------------- \| ---------------------- \| --------------------- \| --------------------- \| --------------------- \| \| 1.º \| Egan Bernal \| Ineos Grenadiers \| 71 h 32 min 05 s \| \| \| 2.º \| Damiano Caruso \| Bahrain Victorious \| + 2 min 21 s \| \| \| 3.º \| Simon Yates \| BikeExchange \| + 3 min 23 s \| \| \| 4.º \| Aleksandr Vlásov \| Astana-Premier Tech \| + 6 min 03 s \| \| \| 5.º \| Hugh Carthy \| EF Education-Nippo \| + 6 min 09 s \| \| \| 6.º \| Romain Bardet \| Team DSM \| + 6 min 31 s \| \| \| 7.º \| Daniel Felipe Martínez \| Ineos Grenadiers \| + 7 min 17 s \| \| \| 8.º \| João Almeida \| Deceuninck-Quick Step \| + 8 min 45 s \| \| \| 9.º \| Tobias Foss \| Jumbo-Visma \| + 9 min 18 s \| \| \| 10.º \| Giulio Ciccone \| Trek-Segafredo \| + 11 min 26 s \| \| |                        |                       |                  |
| |                        |                       |                  |
| Fuente: ProCyclingStats |                        |                       |                  |
| Clasificación general |                        |                       |                  |
| Ciclista | Ciclista               | Equipo                | Tiempo           |
| 1.º | Egan Bernal            | Ineos Grenadiers      | 71 h 32 min 05 s |
| 2.º | Damiano Caruso         | Bahrain Victorious    | + 2 min 21 s     |
| 3.º | Simon Yates            | BikeExchange          | + 3 min 23 s     |
| 4.º | Aleksandr Vlásov       | Astana-Premier Tech   | + 6 min 03 s     |
| 5.º | Hugh Carthy            | EF Education-Nippo    | + 6 min 09 s     |
| 6.º | Romain Bardet          | Team DSM              | + 6 min 31 s     |
| 7.º | Daniel Felipe Martínez | Ineos Grenadiers      | + 7 min 17 s     |
| 8.º | João Almeida           | Deceuninck-Quick Step | + 8 min 45 s     |
| 9.º | Tobias Foss            | Jumbo-Visma           | + 9 min 18 s     |
| 10.º | Giulio Ciccone         | Trek-Segafredo        | + 11 min 26 s    |

### Clasificación por puntos(Maglia Ciclamino)
| Clasificación por puntos | Clasificación por puntos | Clasificación por puntos           | Clasificación por puntos | Clasificación por puntos |
| Ciclista                 | Ciclista                 | Equipo                             | Puntos                   |                          |
| ------------------------ | ------------------------ | ---------------------------------- | ------------------------ | ------------------------ |
| 1.º                      | Peter Sagan              | Bora-Hansgrohe                     | 135 pts                  |                          |
| 2.º                      | Davide Cimolai           | Israel Start-Up Nation             | 113 pts                  |                          |
| 3.º                      | Fernando Gaviria         | UAE Team Emirates                  | 110 pts                  |                          |
| 4.º                      | Elia Viviani             | Cofidis                            | 86 pts                   |                          |
| 5.º                      | Dries De Bondt           | Alpecin-Fenix                      | 63 pts                   |                          |
| 6.º                      | Egan Bernal              | Ineos Grenadiers                   | 59 pts                   |                          |
| 7.º                      | Edoardo Affini           | Jumbo-Visma                        | 50 pts                   |                          |
| 8.º                      | Andrea Pasqualon         | Intermarché-Wanty-Gobert Matériaux | 49 pts                   |                          |
| 9.º                      | Umberto Marengo          | Bardiani CSF Faizanè               | 45 pts                   |                          |
| 10.º                     | Matteo Moschetti         | Trek-Segafredo                     | 44 pts                   |                          |

### Clasificación de la montaña(Maglia Azzurra)
| Clasificación de la montaña | Clasificación de la montaña | Clasificación de la montaña | Clasificación de la montaña | Clasificación de la montaña |
| Ciclista                    | Ciclista                    | Equipo                      | Puntos                      |                             |
| --------------------------- | --------------------------- | --------------------------- | --------------------------- | --------------------------- |
| 1.º                         | Geoffrey Bouchard           | AG2R Citroën Team           | 180 pts                     |                             |
| 2.º                         | Egan Bernal                 | Ineos Grenadiers            | 109 pts                     |                             |
| 3.º                         | Daniel Martin               | Israel Start-Up Nation      | 79 pts                      |                             |
| 4.º                         | Bauke Mollema               | Trek-Segafredo              | 53 pts                      |                             |
| 5.º                         | Lorenzo Fortunato           | Eolo-Kometa                 | 52 pts                      |                             |
| 6.º                         | Damiano Caruso              | Bahrain Victorious          | 41 pts                      |                             |
| 7.º                         | Dries De Bondt              | Alpecin-Fenix               | 39 pts                      |                             |
| 8.º                         | Giulio Ciccone              | Trek-Segafredo              | 34 pts                      |                             |
| 9.º                         | João Almeida                | Deceuninck-Quick Step       | 30 pts                      |                             |
| 10.º                        | Jan Tratnik                 | Bahrain Victorious          | 26 pts                      |                             |

### Clasificación de los jóvenes(Maglia Bianca)
| Clasificación del mejor joven | Clasificación del mejor joven | Clasificación del mejor joven | Clasificación del mejor joven | Clasificación del mejor joven |
| Ciclista                      | Ciclista                      | Equipo                        | Tiempo                        |                               |
| ----------------------------- | ----------------------------- | ----------------------------- | ----------------------------- | ----------------------------- |
| 1.º                           | Egan Bernal                   | Ineos Grenadiers              | 71 h 32 min 05 s              |                               |
| 2.º                           | Aleksandr Vlásov              | Astana-Premier Tech           | + 6 min 03 s                  |                               |
| 3.º                           | Daniel Felipe Martínez        | Ineos Grenadiers              | + 7 min 17 s                  |                               |
| 4.º                           | João Almeida                  | Deceuninck-Quick Step         | + 8 min 45 s                  |                               |
| 5.º                           | Tobias Foss                   | Jumbo-Visma                   | + 9 min 18 s                  |                               |
| 6.º                           | Attila Valter                 | Groupama-FDJ                  | + 35 min 12 s                 |                               |
| 7.º                           | Lorenzo Fortunato             | Eolo-Kometa                   | + 38 min 31 s                 |                               |
| 8.º                           | Remco Evenepoel               | Deceuninck-Quick Step         | + 1 h 03 min 12 s             |                               |
| 9.º                           | Michael Storer                | Team DSM                      | + 1 h 36 min 47 s             |                               |
| 10.º                          | Einer Rubio                   | Movistar Team                 | + 1 h 43 min 37 s             |                               |

### Clasificación por equipos"Súper team"
| Clasificación por equipos | Clasificación por equipos | Clasificación por equipos | Clasificación por equipos |
| Equipo                    | Equipo                    | Tiempo                    |                           |
| ------------------------- | ------------------------- | ------------------------- | ------------------------- |
| 1.º                       | Ineos Grenadiers          | 15 h 04 min 48 s          |                           |
| 2.º                       | Jumbo-Visma               | + 26 min 40 s             |                           |
| 3.º                       | Trek-Segafredo            | + 30 min 29 s             |                           |
| 4.º                       | Team BikeExchange         | + 44 min 26 s             |                           |
| 5.º                       | Team DSM                  | + 1 h 02 min 11 s         |                           |
| 6.º                       | Astana-Premier Tech       | + 1 h 03 min 19 s         |                           |
| 7.º                       | Movistar Team             | + 1 h 09 min 24 s         |                           |
| 8.º                       | EF Education-Nippo        | + 1 h 13 min 17 s         |                           |
| 9.º                       | Bahrain Victorious        | + 1 h 16 min 52 s         |                           |
| 10.º                      | Deceuninck-Quick Step     | + 1 h 28 min 33 s         |                           |

## Abandonos
- Victor Campenaerts no tomó la salida por problemas físicos.[3]
- Rémy Rochas no completó la etapa tras varios días con problemas físicos.[4]